# Dawid Birman
Dawid Birman (ur. 9 lutego 1948, zm. w październiku 2020)  – izraelski brydżysta urodzony w Polsce, World International Master (WBF), European Master (EBL).
Dawid Birman w latach 1990–2001 był przewodniczącym Komisji Młodzieżowej IBF, a w latach 2003–2007 był członkiem Komisji Odwoławczej EBL.
Dawid Birman wielokrotnie był niegrającym kapitanem lub trenerem drużyn izraelskich, głównie młodzieżowych. W latach 2000–2009 wielokrotnie był członkiem komisji odwoławczych zawodów organizowanych przez EBL.

## Wyniki brydżowe

### Olimpiady
Na olimpiadach uzyskał następujące rezultaty:
| Olimpiady brydżowe. Zawody teamów | Olimpiady brydżowe. Zawody teamów | Olimpiady brydżowe. Zawody teamów | Olimpiady brydżowe. Zawody teamów | Olimpiady brydżowe. Zawody teamów | Olimpiady brydżowe. Zawody teamów |
| Rok                               | Miejsce                           | Zawody                            | Kategoria                         | Drużyna                           | Pozycja                           |
| --------------------------------- | --------------------------------- | --------------------------------- | --------------------------------- | --------------------------------- | --------------------------------- |
| 2012                              | Lille                             | 2. Olimpiada Sportów Umysłowych   | Seniorzy                          | Israel                            | 9                                 |
| 1992                              | Salsomaggiore                     | 9. Olimpiada Teamów               | Open                              | Israel                            | 5                                 |
| 1988                              | Wenecja                           | 8. Olimpiada Teamów               | Open                              | Israel                            | 31                                |
| 1984                              | Seattle                           | 7. Olimpiada Teamów               | Open                              | Israel                            | 19                                |
| 1980                              | Valkenburg                        | 6. Olimpiada Teamów               | Open                              | Israel                            | 27                                |

### Zawody światowe
W światowych zawodach zdobył następujące lokaty:
| Mistrzostwa Świata. Konkurencja teamów | Mistrzostwa Świata. Konkurencja teamów | Mistrzostwa Świata. Konkurencja teamów          | Mistrzostwa Świata. Konkurencja teamów | Mistrzostwa Świata. Konkurencja teamów | Mistrzostwa Świata. Konkurencja teamów |
| Rok                                    | Miejsce                                | Zawody                                          | Kategoria                              | Drużyna                                | Pozycja                                |
| -------------------------------------- | -------------------------------------- | ----------------------------------------------- | -------------------------------------- | -------------------------------------- | -------------------------------------- |
| 2012                                   | Lille                                  | 5. Otwarte Mistrzostwa Świata Teamów Mikstowych | Miksty                                 | Birman                                 | 9                                      |
| 2010                                   | Filadelfia                             | 13. Seria Mistrzostw Świata                     | Seniorzy                               | Kaminski                               | 9                                      |
| 2010                                   | Filadelfia                             | 13. Seria Mistrzostw Świata                     | Miksty                                 | India Alizee                           | 8                                      |
| 2006                                   | Werona                                 | 12. Mistrzostwa Świata                          | Open                                   | Altshuler-Shaham                       | 33                                     |
| 2002                                   | Montreal                               | 11. Mistrzostwa Świata                          | Open                                   | Isco                                   | 81                                     |
| 1998                                   | Lille                                  | 10. Mistrzostwa Świata                          | Open                                   | Birman                                 | 17                                     |
| 1994                                   | Albuquerque                            | 9. Mistrzostwa Świata                           | Open                                   | Birman                                 | 33                                     |
| 1986                                   | Miami Beach                            | 7. Mistrzostwa Świata                           | Open                                   | Levit                                  | 14                                     |
| 1985                                   | São Paulo                              | 27. Mistrzostwa Świata Teamów                   | Open                                   | Israel                                 | 3                                      |
| 1982                                   | Biarritz                               | 6. Mistrzostwa Świata                           | Open                                   | Katz                                   | 39                                     |

| Mistrzostwa Świata. Konkurencja par | Mistrzostwa Świata. Konkurencja par | Mistrzostwa Świata. Konkurencja par | Mistrzostwa Świata. Konkurencja par | Mistrzostwa Świata. Konkurencja par | Mistrzostwa Świata. Konkurencja par |
| Rok                                 | Miejsce                             | Zawody                              | Kategoria                           | Partner                             | Pozycja                             |
| ----------------------------------- | ----------------------------------- | ----------------------------------- | ----------------------------------- | ----------------------------------- | ----------------------------------- |
| 2006                                | Werona                              | 12. Mistrzostwa Świata              | Open                                | Allon Birman                        | 58                                  |
| 2002                                | Montreal                            | 11. Mistrzostwa Świata              | Miksty                              | Danijela Birman                     | 266                                 |
| 2002                                | Montreal                            | 11. Mistrzostwa Świata              | Open                                | Jehuda Sagiw                        | 232                                 |
| 1998                                | Lille                               | 10. Mistrzostwa Świata              | Miksty                              | Truus van der Spek                  | 89                                  |
| 1982                                | Biarritz                            | 6. Mistrzostwa Świata               | Open                                | Szelomo Zeligman                    | 16                                  |
| 1982                                | Biarritz                            | 6. Mistrzostwa Świata               | Miksty                              | Miriam Mintz                        | 8                                   |

| Mistrzostwa Świata. Konkurencja indywidualna | Mistrzostwa Świata. Konkurencja indywidualna | Mistrzostwa Świata. Konkurencja indywidualna | Mistrzostwa Świata. Konkurencja indywidualna | Mistrzostwa Świata. Konkurencja indywidualna | Mistrzostwa Świata. Konkurencja indywidualna |
| Rok                                          | Miejsce                                      | Zawody                                       | Kategoria                                    | Pozycja                                      |                                              |
| -------------------------------------------- | -------------------------------------------- | -------------------------------------------- | -------------------------------------------- | -------------------------------------------- | -------------------------------------------- |
| 2004                                         | Werona                                       | 6. Indywidualne Mistrzostwa Świata           | Open                                         | 13                                           |                                              |
| 1994                                         | Paryż                                        | 2. Indywidualne Mistrzostwa Świata           | Open                                         | 20                                           |                                              |

### Zawody europejskie
W europejskich zawodach zdobył następujące lokaty:
| Zawody europejskie. Konkurencja teamów | Zawody europejskie. Konkurencja teamów | Zawody europejskie. Konkurencja teamów | Zawody europejskie. Konkurencja teamów | Zawody europejskie. Konkurencja teamów | Zawody europejskie. Konkurencja teamów |
| Rok                                    | Miejsce                                | Zawody                                 | Kategoria                              | Drużyna                                | Pozycja                                |
| -------------------------------------- | -------------------------------------- | -------------------------------------- | -------------------------------------- | -------------------------------------- | -------------------------------------- |
| 2014                                   | Abacja                                 | 52. Mistrzostwa Europy Teamów          | Seniorzy                               | Israel                                 | 12                                     |
| 2012                                   | Dublin                                 | 51. Mistrzostwa Europy Teamów          | Seniorzy                               | Israel                                 | 7                                      |
| 2011                                   | Bad Honnef                             | 10. Puchar Europy                      | Open                                   | Israeli National                       | 9                                      |
| 2009                                   | San Remo                               | 4. Otwarte Mistrzostwa Europy          | Open                                   | Lengy                                  | 5                                      |
| 2007                                   | Antalya                                | 3. Otwarte Mistrzostwa Europy          | Open                                   | Lengy                                  | 39                                     |
| 2006                                   | Warszawa                               | 48. Mistrzostwa Europy Teamów          | Open                                   | Israel                                 | 14                                     |
| 2005                                   | Teneryfa                               | 2. Otwarte Mistrzostwa Europy          | Miksty                                 | Birman                                 | 33                                     |
| 2004                                   | Malmö                                  | 47. Mistrzostwa Europy Teamów          | Seniorzy                               | Israel                                 | 9                                      |
| 2003                                   | Mentona                                | 1. Otwarte Mistrzostwa Europy          | Open                                   | Altshuler                              | 33                                     |
| 2003                                   | Mentona                                | 1. Otwarte Mistrzostwa Europy          | Miksty                                 | Zwillinger                             | 9                                      |
| 2002                                   | Warszawa                               | 1. Puchar Europy Teamów                | Open                                   | Israel                                 | 2                                      |
| 1995                                   | Vilamoura                              | 42. Mistrzostwa Europy Teamów          | Open                                   | Israel                                 | 6                                      |
| 1994                                   | Barcelona                              | 3. Mistrzostwa Europy Mikstów          | Miksty                                 | Birman                                 | 59                                     |
| 1993                                   | Mentona                                | 41. Mistrzostwa Europy Teamów          | Open                                   | Israel                                 | 16                                     |
| 1992                                   | Ostenda                                | 2. Mistrzostwa Europy Mikstów          | Miksty                                 | Barr                                   | 45                                     |
| 1989                                   | Turku                                  | 39. Mistrzostwa Europy Teamów          | Open                                   | Israel                                 | 17                                     |
| 1987                                   | Brighton                               | 38. Mistrzostwa Europy Teamów          | Open                                   | Israel                                 | 8                                      |
| 1985                                   | Salsomaggiore                          | 37. Mistrzostwa Europy Teamów          | Open                                   | Israel                                 | 2                                      |
| 1981                                   | Birmingham                             | 35. Mistrzostwa Europy Teamów          | Open                                   | Israel                                 | 13                                     |

| Zawody europejskie. Konkurencja par | Zawody europejskie. Konkurencja par | Zawody europejskie. Konkurencja par | Zawody europejskie. Konkurencja par | Zawody europejskie. Konkurencja par | Zawody europejskie. Konkurencja par |
| Rok                                 | Miejsce                             | Zawody                              | Kategoria                           | Partner                             | Pozycja                             |
| ----------------------------------- | ----------------------------------- | ----------------------------------- | ----------------------------------- | ----------------------------------- | ----------------------------------- |
| 2009                                | San Remo                            | 4. Otwarte Mistrzostwa Europy       | Miksty                              | Danijela Birman                     | 214                                 |
| 2007                                | Antalya                             | 3. Otwarte Mistrzostwa Europy       | Open                                | Allon Birman                        | 30                                  |
| 2007                                | Antalya                             | 3. Otwarte Mistrzostwa Europy       | Miksty                              | Danijela Birman                     | 25                                  |
| 2005                                | Teneryfa                            | 2. Otwarte Mistrzostwa Europy       | Mikst                               | Danijela Birman                     | 70                                  |
| 2005                                | Teneryfa                            | 2. Otwarte Mistrzostwa Europy       | Open                                | Amir Lewin                          | 67                                  |
| 2003                                | Mentona                             | 1. Otwarte Mistrzostwa Europy       | Open                                | Amir Lewin                          | 2                                   |
| 2001                                | Sorrento                            | 11. Mistrzostwa Europy Par          | Open                                | Szelomo Zeligman                    | 32                                  |
| 2000                                | Bellaria                            | 6. Mistrzostwa Europy Mikstów       | Mikst                               | Danijela Birman                     | 119                                 |
| 1997                                | Haga                                | 9. Mistrzostwa Europy Par           | Open                                | Szelomo Zeligman                    | 21                                  |
| 1996                                | Monte Carlo                         | 4. Mistrzostwa Europy Mikstów       | Mikst                               | Danijela Birman                     | 80                                  |
| 1995                                | Rzym                                | 8. Mistrzostwa Europy Par           | Open                                | Szelomo Zeligman                    | 35                                  |

## Klasyfikacja
- Dawid Birman – klasyfikacja WBF (ang.)
- Dawid Birman – klasyfikacja EBL (ang.)